# Stephen C. Meyer
Stephen C. Meyer é um autor americano e ex-educador conhecido pela promoção da pseudociência do design inteligente.
Ele ajudou a fundar o Center for Science and Culture (CSC) do Discovery Institute (DI), que é a principal organização por trás do movimento do design inteligente. Ele é diretor do Centro para Ciência e Cultura do Instituto Discovery, em Seattle, e um dos principais porta-vozes do Design Inteligente.
Meyer, obteve seu Ph.D. em Filosofia da Ciência com uma dissertação sobre a história da biologia da origem da vida e da metodologia das ciências históricas. Após graduar-se em física e geologia, trabalhou como geofísico para a companhia Atlantic Richfield.

## Publicações
- DeForrest, ME; DeWolf, DK; Meyer S, C (1999). Intelligent Design in Public School Science Curriculum: A Legal Guidebook. Richardson, Tex: Foundation for Thought and Ethics. ISBN 978-0-9642104-1-7
- Meyer, SC; Behe, MJ.; Lamantia, P; Dembski, WA (2000). Science and evidence for design in the universe: papers presented at a conference sponsored by the Wethersfield Institute, New York City, September 25, 1999. San Francisco: Ignatius Press. ISBN 978-0-89870-809-7
- Meyer, SC; Campbell, JC (2003). Darwinism, design, and public education. East Lansing: Michigan State University Press. ISBN 978-0-87013-675-7
- Meyer, SC (2009). Signature in the cell: DNA and the evidence for intelligent design. [S.l.]: HarperOne. ISBN 978-0-06-147278-7
- Meyer, SC (2013). Darwin's Doubt: The Explosive Origin of Animal Life and the Case for Intelligent Design. [S.l.]: HarperOne. ISBN 978-0062071477
- Meyer, SC (2021). Return of the God Hypothesis: Three Scientific Discoveries That Reveal the Mind Behind the Universe. [S.l.]: HarperOne. ISBN 978-0062071507